# Сад Канути
Сад Ка́нути (эст. Kanuti aed) — парк в Таллине, столице Эстонии.
Расположен в районе Кесклинн, на территории между бульваром Мере и улицами Инсенери, Айа и Канути, возле бывшего бастиона Малых Морских ворот. По состоянию на осень 2007 года в парке произрастало, включая сорта сирени, 25 разных сортов растений.

## История
Официально современное название парка было утверждено исполкомом Таллинского городского Совета народных депутатов 16 мая 1989 года. Во времена Российской империи он носил название Сад гильдии Святого Канута (нем. Garten der Sankt Canuti Gilde), в советское время его называли парком Дома офицеров (эст. Ohvitseride Maja park).
До XIX века на месте нынешнего парка находился ров, наполненный водой. В 1866 году властями города Ревеля эта территория была сдана в аренду гильдии Святого Канута, которая возвела здесь общественный летний сад. В конце XIX века здесь останавливались несколько посещавших Ревель передвижных цирков, а позже, в период между Первой и Второй мировыми войнами работали парк развлечений и прокат велосипедов. 
В 2002 году в парке был установлен памятник Ф. М. Достоевскому. Он был преподнесён в дар Таллину правительством Москвы. Автор — академик Российской академии художеств, народный художник РФ Валерий Андреевич Евдокимов. Памятник был создан по инициативе Таллинского Общества славянской культуры, постамент сооружён на народные пожертвования.
В 2004 году распоряжением Правительства Эстонии парк Канути был внесён в список охраняемых парков Таллина.
В 2008 году в парке был построен фонтан со скульптурной композицией Маре Микофф «Мальчики под зонтом».  Скульптура была создана в 1985 году и до 1996 года служила украшением для бассейна, располагавшегося в то время на парковке перед главным входом пляжа Пирита.  В 1991 году она была внесена в Государственный регистр памятников культуры Эстонии.  В качестве материалов для изготовления композиции были использованы гранит и бронза. Торжественное открытие фонтана прошло 15 мая 2008 года в рамках ежегодного праздника «Дни Таллина».